# Franz-Josef Jakobi
Franz-Josef Jakobi (* 3. Juni 1940 in Paderborn) ist ein deutscher Historiker und Archivar.

## Leben
Franz-Josef Jakobi studierte nach dem Abitur am Gymnasium Theodorianum in Paderborn 1960 ab 1961 Geschichte, Deutsch und Philosophie an den Universitäten Freiburg im Breisgau, Berlin und Münster. Nach dem ersten Staatsexamen für das Lehramt 1968 wurde er wissenschaftlicher Mitarbeiter an der Universität Münster im Sonderforschungsbereich Mittelalterforschung. 1976 wurde er mit einer Arbeit über Wibald von Stablo promoviert, im selben Jahr wurde er wissenschaftlicher Assistent am Seminar für Geschichte der Pädagogischen Hochschule Westfalen-Lippe, Abteilung Münster. 1983 folgte die Habilitation mit einer Arbeit über die Memorialüberlieferung und die Klostergemeinschaft von Remiremont. Von 1983 bis 1985 war Jakobi Professor auf Zeit an der Universität Münster, anschließend bis 1987 Mitglied im Sonderforschungsbereich Mittelalterforschung. 1986 übernahm Jakobi die Leitung des Stadtarchivs Münster, die er bis zum Eintritt in den Ruhestand im Juli 2005 innehatte.
1985 wurde Franz-Josef Jakobi zum Mitglied der Historischen Kommission für Westfalen gewählt. Von 2002 bis 2007 gehörte er dem Vorstand an, von 2003 bis 2007 als zweiter Vorsitzender. Von 1998 bis 2007 war Jakobi Vorsitzender des Fachbeirats der Bildungs-, Forschungs- und Erinnerungsstätte Villa ten Hompel in Münster, von 1998 bis 2012 Vorsitzender des Facharbeitskreises „1648 – Dialoge zum Frieden“, getragen vom MünsterMarketing. Von 2000 bis 2008 war Jakobi zudem Erster Vorsitzender des Vereins für Geschichte und Altertumskunde Westfalens, Abt. Münster. Von 2015 bis 2018 war er Beauftragter des Rates der Stadt Münster für das Gedenken an den Westfälischen Frieden und die Beantragung des Europäischen Kulturerbe-Siegels, zugleich wissenschaftlicher Projektleiter für die Digitale Dokumentation „Münster und der Westfälische Frieden“ in der Bürgerhalle des münsterschen Rathauses und im Friedenssaal.
Forschungsschwerpunkte Jakobis sind die Stadtgeschichte Münsters, die Sozial- und Kulturgeschichte des Mittelalters, die Didaktik der Geschichte sowie die Theorie und Praxis der Archivarbeit. Einer breiteren Öffentlichkeit bekannt wurde er durch die Herausgabe zweier umfangreicher Darstellungen zur Stadtgeschichte Münsters, die 1993 und 2022 erschienen. 2013 erhielt Jakobi die silberne Rathausgedenkmünze.

## Schriften (Auswahl)
Monografien
- Wibald von Stablo und Corvey (1098–1158), benediktinischer Abt in der frühen Stauferzeit, Münster 1979.
- Klosterkultur des Früh- und Hochmittelalters. Klöster und Stifte als Zentren kulturellen, sozialen und wirtschaftlichen Lebens, Paderborn 1982.
- Der Liber Memorialis und die Klostergeschichte von Remiremont, Münster 1983. [Unveröffentlichte Habilitationsschrift, Zusammenfassung der Ergebnisse in: Libri vitae. Gebetsgedenken in der Gesellschaft des Frühen Mittelalters, hrsg. von Dieter Geuenich und Uwe Ludwig, Köln 2015, S. 87–121.]
- Münster – Entstehung und Geschichte der Stadt vom 8. bis 20. Jahrhundert. Band 1: Textband, Band 2: Abbildungen, Aschendorff, Münster 2022, ISBN 978-3-402-13093-3.

Herausgeberschaft (Auswahl) 
- Mit Thomas Sternberg: Kulturpolitik in Münster während der nationalsozialistischen Zeit. Referate und Diskussionsbeiträge der Tagung am 8. u. 9. Juni 1990 im Franz-Hitze-Haus Münster, Regensberg, Münster 1988, ISBN 3-7923-0603-4.
- Geschichte der Stadt Münster, 3 Bde., Aschendorff, Münster 1993 [2. Aufl. 1993, 3. Aufl. 1994], ISBN 3-402-05370-5.
- Stadtgesellschaft im Wandel. Untersuchungen zur Sozialgeschichte Münsters im 19. und 20. Jahrhundert, Münster 1995.
- Mit Hannes Lambacher und Ulrich Winzer: Stiftungen und Armenfürsorge in Münster vor 1800 (= Quellen und Forschungen zur Geschichte der Stadt Münster, Neue Folge 17,1), Aschendorff, Münster 1996.
- Mit Heinz Duchhardt: Der Westfälische Frieden. Das münstersche Exemplar des Vertrages zwischen Kaiser, Reich und Frankreich vom 24. Oktober 1648, Wiesbaden 1996.
- Mit Gerd Steinwascher: Der westfälische Frieden und seine Bedeutung für Europa. Öffentliche Vorträge (= Westfalen. 75), Münster 1997.
- Mit Hannes Lambacher und Ulrich Winzer: Strukturwandel der Armenfürsorge und der Stiftungswirklichkeiten in Münster im Laufe der Jahrhunderte (= Studien zur Geschichte der Armenfürsorge und der Sozialpolitik in Münster. 4) Aschendorff, Münster 2002.
- Mit Alfons Kenkmann: Zwangsarbeit in Münster und Umgebung 1939 bis 1945. Wahrnehmungen – Begegnungen – Verhaltensweisen, Münster 2003.
- Mit Thomas Brakmann: Hermann Landois (1835–1905). Naturwissenschaftler, Theologe, Stadtbürger, Schriftsteller (= Kleine Schriften aus dem Stadtarchiv Münster. 8), Ardey, Münster 2005.
- Mit Susanne Freund und Peter Johanek: Historisches Handbuch der jüdischen Gemeinschaften in Westfalen und Lippe. Die Ortschaften und Territorien im heutigen Regierungsbezirk Münster (= Veröffentlichungen der Historischen Kommission für Westfalen. XLV, Quellen und Forschungen zur jüdischen Geschichte in Westfalen. 2). Ardey, Münster 2008.

Aufsätze (Auswahl)
- Die geistlichen und weltlichen Magnaten in den Fuldaer Totenannalen, in: Karl Schmid (Hrsg.): Die Klostergemeinschaft Fulda, München 1978, Bd. 2.2, S. 792–887.
- Die Auseinandersetzungen um den Fuldaer Abbatiat in den Jahren 1147–1150, in: Karl Schmid (Hrsg.): Die Klostergemeinschaft Fulda, München 1978, Bd. 2.2, S. 963–987.
- Neue Forschungen zur Geschichte der Abtei Corvey im Mittelalter, in: Westfälische Forschungen 34 (1984), S. 159–174.
- Ministerialität und „ius ministerialium“ in Reichsabteien der frühen Stauferzeit, in: Karl Hauck u. a. (Hrsg.): Sprache und Recht. Festschrift für Ruth Schmidt-Wiegand, 2 Bde. Berlin/New York 1986, Bd. 1, S. 321–352.
- Geschichtsbewußtsein in mittelalterlichen Gedenkaufzeichnungen, in: Archiv für Kulturgeschichte 68 (1986), S. 1–24.
- Die Amtszeit Bischof Hermanns II. von Münster (1174–1203) und die Entwicklung der „civitas monasteriensis“, in: Person und Gemeinschaft im Mittelalter. Karl Schmid zum 65. Geburtstag, Sigmaringen 1988, S. 415–432.
- Konvent und Konventsgedenken, in: Der Liber Vitae der Abtei Corvey, 2 Bde., hrsg. von Karl Schmid, Münster 1989. Bd. 2, S. 61–80.
- Archive und Geschichtsbewußtsein. Zur geschichtsdidaktischen Dimension der Archivarbeit, in: Paul Leidinger, Dieter Metzler (Hrsg.): Geschichte und Geschichtsbewußtsein. Festschrift Karl-Ernst Jeismann zum 65. Geburtstag, Münster 1990, S. 680–705.
- Preußisches Amtsverständnis und städtisches Selbstbewußtsein – Vincke und die Stadt Münster 1804–1844, in: Hans-Joachim Behr, Jürgen Kloosterhuis (Hrsg.): Ludwig Freiherr Vincke. Ein westfälisches Profil zwischen Reform und Restauration in Preußen (= Veröffentlichungen der staatlichen Archive des Landes Nordrhein-Westfalen. Reihe C, Bd. 34) Münster 1994, S. 209–232.
- Ein verpflichtendes Erbe – Stiftungen, Armenfürsorge und Sozialpolitik in Münster im Wandel der Jahrhunderte, in: Annette Zimmer, Stefan Nährlich (Hrsg.): Engagierte Bürgerschaft. Traditionen und Perspektiven, Opladen 2000, S. 247–262.
- Die Liudolfinger/Ottonen und Westfalen, in: Kurt Andermann, Wilfried Ehbrecht (Hrsg.): Der weite Blick des Historikers. Festschrift für Peter Johanek, Böhlau, Köln 2002, S. 283–299.
- Stadtgesellschaft und Zwangsarbeit – Wahrnehmungen, Begegnungen, Verhaltensweisen im Spiegel der „Kriegschronik“ der Stadt Münster. In: Frank Becker, Thomas Großbölting, Armin Owzar, Rudolf Schlögl (Hrsg.): Politische Gewalt in der Moderne. Festschrift für Hans-Ulrich Thamer, Münster 2003, S. 213–237.
- Reformer in Zeiten des Umbruchs: Fürstbischof Johann von Hoya (1566–1574), Domdechant Gottfried von Raesfeld (1569–1586) und das Fürstbistum Münster in nachtridentinischer Zeit, in: Westfalen 83 (2005), S. 137–151.
- Zum kulturellen Neubeginn in Münster nach 1945. In: Franz Bölsker, Joachim Kuropka (Hrsg.): Westfälisches aus acht Jahrhunderten zwischen Siegen und Friesoythe – Meppen und Reval. Festschrift für Alwin Hanschmidt zum 70. Geburtstag, Münster 2007, S. 147–171.
- Bernhard Rottendorff und das Ende der ‚republikanischen Ära‘ in der Geschichte der Stadt Münster. In: Christina Schröer, Peter Hoeres, Armin Owzar (Hrsg.): Herrschaftsverlust und Machtverfall. Festschrift für Hans-Ulrich Thamer, München 2012, S. 193–206.